# متیل آزید
متیل آزید (به انگلیسی: Methyl azide) با فرمول شیمیایی CH۳N۳ یک ترکیب شیمیایی با شناسه پاب‌کم ۷۹۰۷۹ است. که جرم مولی آن ۵۷٫۰۵ g/mol می‌باشد.